# Llista de circumscripcions legislatives dels Pirineus Orientals

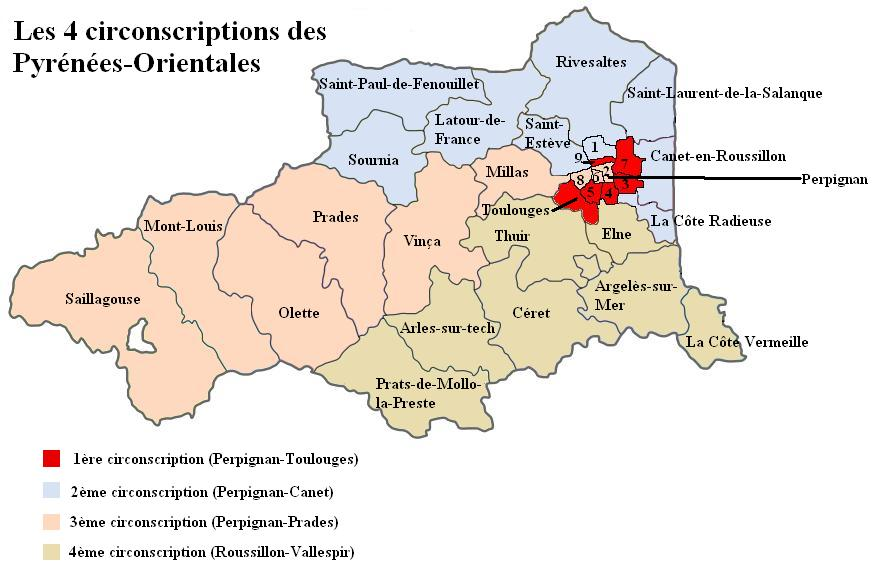
Les 4 circumscripcions dels Pirineus Orientals de 1988 a 2012 (el cantó de Sant Esteve és atribuït a la 3a circumscripció des de 2012).

El departament francès dels Pirineus Orientals (en el qual està integrada administrativament la Catalunya del Nord) va estar dividit en dos circumscripcions legislatives de 1958 a 1986, durant la Cinquena República Francesa. La divisió en quatre circumscripcions arran de la redistrictació de 2010, va entrar en vigor a partir de les eleccions legislatives de 2012. Els seus límits es van redefinir en aquesta ocasió.

## Presentació
Mitjançant l'ordenança de 13 d'octubre de 1958 sobre l'elecció de diputats a l'Assemblea Nacional Francesa, el departament dels Pirineus Orientals es va dividir primer en dos circumscripcions electorals.
Durant les eleccions legislatives franceses de 1986, que van tenir desenvolupar-se en representació plurinominal en una sola ronda per les llistes departamentals, el nombre d'escons dels Pirineus Orientals va augmentar de dos a quatre.
El retorn a un mode de sistema de dues voltes a les eleccions legislatives franceses de 1988, va mantenir el nombre d'escons en quatre segons una nova redelimitació electoral.
La redistribució de circumscripcions electorals realitzada en 2010 i que entrà en aplicació a partir de les eleccions legislatives de juny de 2012, ha modificat la distribució de les circumscripcions dels Pirineus Orientals, mantenint però el seu nombre en quatre.

## Composició de les circumscripcions

### Composició de les circumscripcions de 1958 a 1986
A partir de 1958, el departament dels Pirineus Orientals comprèn dues circumscripcions.

### Composició de circumscripcions de 1988-2012
Després de la redistribució de 1986, el departament dels Pirineus Orientals inclou quatre circumscripcions que agrupen els següents cantons:
- 1a Circumscripció: Perpinyà-III, Perpinyà-IV, Perpinyà-V, Perpinyà-VII,  Perpinyà-IX, Toluges.
- 2a Circumscripció: Costa Radiant, la Tor de França, Perpinyà-I, Ribesaltes, Sant Llorenç de la Salanca, Sant Pau de Fenollet, Sant Esteve del Monestir, Sornià.
- 3a Circumscripció: Millars, Montlluís, Oleta, Perpinyà-II, Perpinyà-VI, Perpinyà-VIII, Prada, Sallagosa, Vinçà.
- 4a Circumscripció: Argelers, Arles, Ceret, La Costa Vermella, Elna, Prats de Molló i la Presta, Tuïr.

### Composició dels districtes electorals de 2012
Des de la nova redistribució de circumscripcions electorals, el departament té quatre divisions que inclou els següents cantons:
- 1a Circumscripció: Perpinyà-III, Perpinyà-IV, Perpinyà-V, Perpinyà-VII,  Perpinyà-IX, Toluges.
- 2a Circumscripció: Canet de Rosselló, Costa Radiant, la Tor de França, Perpinyà-I, Ribesaltes, Sant Llorenç de la Salanca, Sant Pau de Fenollet, Sornià.
- 3a Circumscripció: Millars, Montlluís, Oleta, Perpinyà-II, Perpinyà-VI, Perpinyà-VIII, Prada, Sallagosa, Sant Esteve del Monestir, Vinçà.
- 4a Circumscripció: Argelers, Arles, Ceret, La Costa Vermella, Elna, Prats de Molló i la Presta, Tuïr.